# Leopold Roland Middelberg

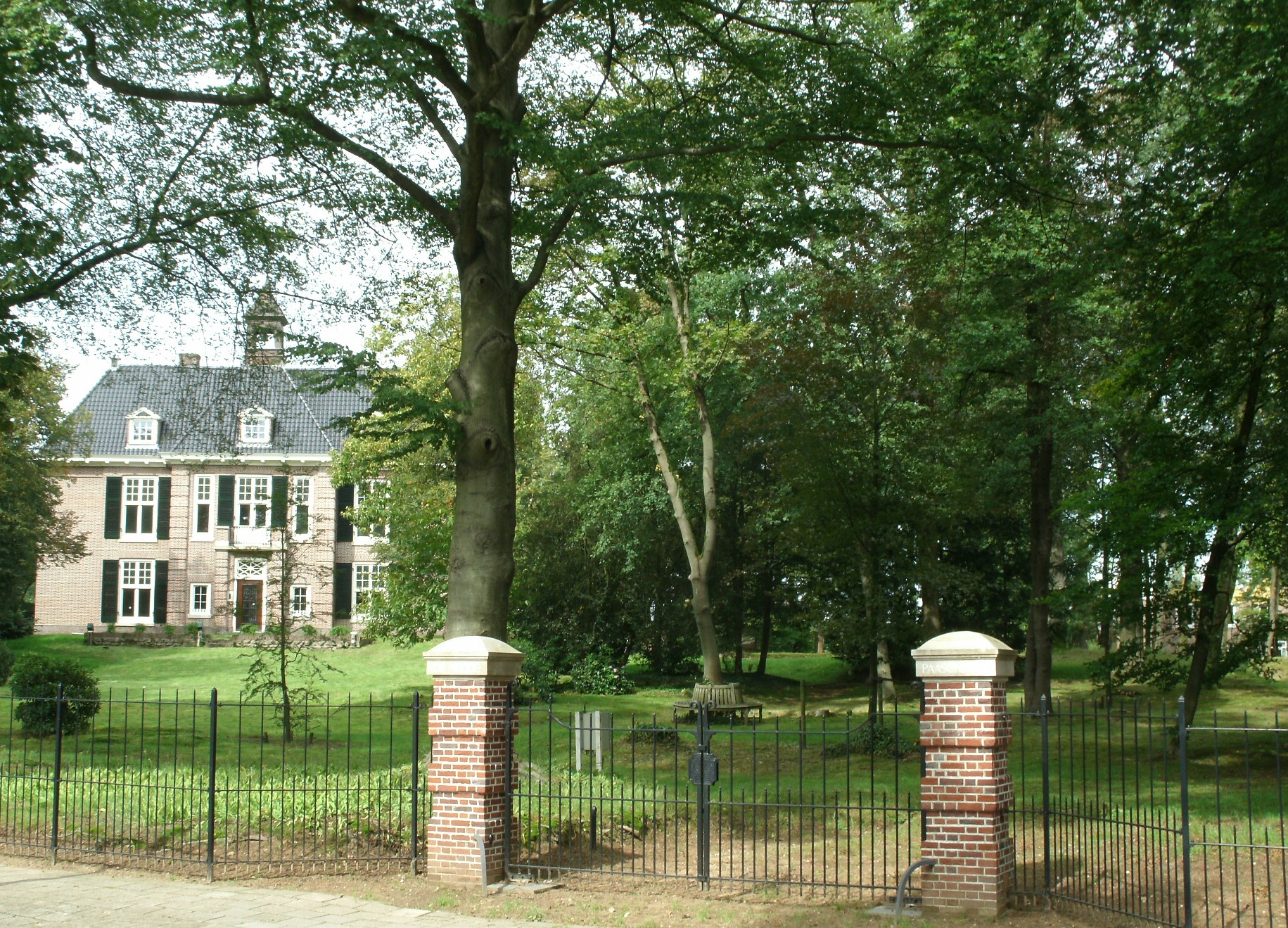
De Hooge Paaschberg, ambtswoning van burgemeester Middelberg in Ede

Leopold Roland Middelberg (Amsterdam, 30 september 1881 - Breda, 24 december 1963) was een Nederlands burgemeester. Hij was lid van de Anti-Revolutionaire Partij (ARP).
Hij bracht zijn jeugd door in Zuid-Afrika. Tussen 1894 en 1899 bezocht hij het gymnasium in Pretoria en in 1899 vocht hij mee in de Tweede Boerenoorlog in het zogenaamde Hollander Corps aan Zuid-Afrikaanse zijde. Hij vertrok vervolgens terug naar Europa en studeerde van 1900 tot 1905 civiele techniek in Zürich. Als civiel ingenieur was hij tussen 1906 en 1907 betrokken bij de bouw van de Lawaspoorweg in Suriname. Na een verblijf in Nederland vertrok hij in dienst van de Staatsspoorwegen in 1911 naar Nederlands-Indië om daar tot 1930 werkzaam te zijn als bureauchef; eerst in Batavia en vervolgens in Bandung. Hierna keerde hij terug naar Nederland.
Middelberg was van 1931 tot 1938 burgemeester van de gemeente Zoetermeer. Vervolgens was hij van 16 december 1938 tot 1941 burgemeester van Ede. Op 7 april van dat jaar werd hij door de rijkscommissaris voor het bezette Nederlandse gebied (Arthur Seyss-Inquart) ontslagen als burgemeester. In zijn plaats werd de NSB'er Van Dierendonck aangesteld. Middelberg werd tijdens de bezetting gevangen gehouden in Kamp Haaren en Kamp Sint-Michielsgestel. In april 1945 werd Ede bevrijd en vanaf 17 april van hetzelfde jaar was Middelberg weer burgemeester. Hij bleef dit tot in 1946.
Hij trouwde op 20 juli 1909 in Den Haag met Catharina Jeanette Idenburg, lid van de familie Idenburg. Zij was geboren in Soerabaja en de dochter van de gouverneur van Nederlands-Indië Alexander Willem Frederik Idenburg. Zij woonden van 1938 tot 1939 in Bennekom. In 1939 verhuisden zij naar villa De Hooge Paaschberg in Ede.